# 한국철도산업협회
한국철도산업협회(韓國鐵道產業協會, The Korea Railway Industry Association)는 철도를 새로운 국가 신성장산업으로 발전시키기 위하여 2009년에 최초 설립되었으며, 2017년 철도산업발전기본법에 의거 철도산업의 발전과 산학연의 상호협력을 도모하기 위해 국내 유일 철도법정단체로 재탄생하였다.
한국철도산업협회는 대한민국의 대동맥인 철도의 관문인 서울역 민자역사 2층에 자리하고 있으며, 국내철도 우수 용품의 국제인증 지원, 국제철도 핵심전문인력 양성, 철도 개발도상국 직원에 대한 전문교육을  통해 수출 전초인맥 조성은 물론, 역사 깊은 "철도의 날" 기념 등 국내외 주요 철도행사 및 세미나 등을 주관하고 있다.

## 설립 근거 및 목적
- 설립근거: 철도산업발전기본법 제13조의 2(협회의 설립)[1]
- 설립목적: 철도산업에 관련된 기업, 기관 및 단체와 이에 관한 업무에 종사하는 자가 철도산업의 건전한 발전과 해외진출을 도모하기 위함

## 주요 연혁
- 2009년 1월 13일: 철도인 신년교례회에서 협회 설립 필요성 논의
- 2009년 3월 17일: 철도협회 설립 추진팀(한국철도공사 및 한국철도시설공단 내) 설치
- 2009년 3월 18일: 유관기관 합동회의
- 2009년 3월 27일: 발기인대회 (46개 기관)
- 2009년 5월 8일: 한국철도협회 창립총회 개최
- 2009년 6월 17일: 국토해양부 장관 법인설립 허가
- 2009년 6월 17일: 제1차 해외철도사업설명회 개최
- 2009년 6월 26일: 사단법인 설립등기(이사39인)
- 2009년 7월 1일: 사업자등록
- 2009년 7월 22일: 한국철도협회 회장 조현웅 취임
- 2009년 8월 19일: 서울 사무실(서초구 방배동) 입주
- 2009년 8월 20일: 제1대 상임부회장 신동춘 취임
- 2009년 9월 1일: 제1회 철도문학상 공모
- 2009년 9월 18일: 제110주년 철도의 날 행사 개최
- 2009년 12월 1일: 제1회 철도문학상 당선작 시상
- 2010년 1월 13일: 철도인 신년교례회 개최
- 2010년 1월 29일: 제2차 해외철도사업설명회 개최
- 2010년 2월 26일: 제1회 정기총회
- 2010년 3월 29일: 한국철도대학 산학협력 협약체결
- 2010년 3월 31일: 우송대학교 산학협력 협약체결
- 2010년 4월 7일: 제3차 해외협력위원회 개최
- 2010년 4월 14일: 동양대학교 산학협력 협약체결
- 2010년 4월 15일: 한-UAE 철도프로젝트 워크숍
- 2010년 5월 25일: 서울산업대학교 철도전문대학원 산학협력 협약체결
- 2010년 6월 1일: 미 플로리다 수주단 회의, 한국철도시설공단 산학협력 협약체결
- 2010년 6월 3일: 제 1차 기술위원회 개최
- 2010년 6월 22일: 중국 상하이 Expo 참관 및 우광고속철도 시찰
- 2010년 6월 24일: 철도 100인 포럼 정책토론회 개최
- 2010년 6월 28일: 제1기 해외철도 실무과정 교육
- 2010년 7월 8일: 한-중 다렌시 철도 공동 워크샵 개최
- 2010년 7월 27일: 한국교통연구원 교육훈련 협약체결
- 2010년 8월 12일: 매일경제 전문인력양성 협약체결
- 2010년 8월 23일: 제1기 해외철도 금융전문과정 교육
- 2010년 8월 26일: 제4차 해외협력위원회 개최
- 2010년 9월 10일: 제1회 산업·정책위원회 개최
- 2010년 9월 15일: 철도산업 ‘최고경영자과정’개설
- 2010년 9월 17일: 제111주년 철도의 날 기념식
- 2010년 9월 22일: Inno Trans 2010 전시회 참관
- 2010년 10월 12일: 제3차 해외철도사업설명회 개최
- 2010년 10월 25일: CIS철도수주단 구성 및 현지방문
- 2010년 11월 2일: 철도기술사 교육과정 개설
- 2010년 11월 7일: 2010 FL HSR Industry Forum 참가
- 2010년 11월 12일: HSR New York – Northeast Corridor Conference 참가
- 2010년 11월 19일: CRTS China 2010 주제발표
- 2010년 11월 21일: 제2차 중국철도 시찰단
- 2010년 11월 24일: ‘해외철도 프로젝트 실무과정’서남아시아 철도수주지원단
- 2011년 1월 10일: 2011년 철도인 신년교례회
- 2011년 1월 17일: 충주대학교 MOU체결
- 2011년 2월 15일: 제5차 해외협력위원회 개최
- 2011년 2월 16일: ‘도시철도과정’ 교육
- 2011년 2월 24일: 제2회 정기총회
- 2011년 3월 16일: 제2기 철도산업 최고경영자 과정
- 2011년 3월 17일: 창립2주년 좌담회 개최
- 2011년 3월 22일: ‘철도 비즈니스 실무영어 과정’ 교육, ‘글로벌 철도전문가’ 과정
- 2011년 3월 26일: 철도기술사 교육
- 2011년 5월 2일: GCC 대표단 방한
- 2011년 5월 31일: 제2기 해외철도 금융과정 교육
- 2011년 6월 7일: 서울대학교 환경대학원 MOU체결
- 2011년 6월 15일: 제5회 부산국제철도 및 물류산업전 주관
- 2011년 6월 20일: 제2기 해외철도 실무과정 교육
- 2011년 6월 28일: 한양대학교 MOU체결
- 2011년 7월 4일: 아프리카 인프라 프로젝트 사절단 참가
- 2011년 7월 7일: 제1기 국제계약 실무자 과정 교육
- 2011년 7월 14일: 한국과학기술원 MOU체결
- 2011년 8월 11일: 제6차 해외협력위원회 개최
- 2011년 8월 20일: 제2대 상임부회장 임삼진 취임
- 2011년 9월 7일: 제3기 철도산업최고경영자 과정
- 2011년 9월 9일: 제2대 회장 김광재(한국철도시설공단 이사장)취임
- 2011년 9월 20일: 제112주년 철도의 날 기념식
- 2011년 11월 2일: 제7차 해외협력위원회
- 2011년 11월 9일: 제2기 도시철도과정
- 2011년 11월 14일: 미국 고속철도수주단 참가
- 2011년 11월 22일: 회원사-협회 상생발전을 위한 간담회 개최
- 2011년 11월 29일: 기술위원회 간담회 개최
- 2011년 12월 6일: 산업정책위원회 간담회 개최
- 2011년 12월 9일: 철도전문인력 양성사업 주관사업기관 지정
- 2011년 12월 15일: 제8차 해외협력위원회 개최
- 2011년 12월 20일: 철도건설사업 발주방식의 합리적 개선방안 정책 토론회 개최
- 2012년 1월 11일: 철도안전법 개정(안) 설명회 1차 개최
- 2012년 1월 12일: 국토부, 철도운영 경쟁체제 도입에 대한 업계 간담회 개최
- 2012년 1월 16일: 2012년 철도인 신년교례회 개최
- 2012년 1월 27일: 2012년 1차 이사회 서면결의
- 2012년 2월 8일: 경기도 철도와 교통복지 정책 세미나 1차 개최
- 2012년 2월 14일: 철도운영 경쟁체제도입 관련 정책 토론회 개최
- 2012년 2월 22일: 2012년 2차 이사회 서면결의, 한국철도협회-한국건설교통기술평가원 MOU 협약식 개최
- 2012년 2월 24일: 한국철도협회 제3회 정기총회 개최
- 2012년 3월 7일: 한국철도협회 사무실 이전(청량리역사 6층)
- 2012년 3월 13일: ‘Asia Pacific Rail 2012’ 컨퍼런스 참가
- 2012년 3월 14일: 4기 철도산업 최고경영자과정
- 2012년 3월 21일: 전환교통 보조금 지원사업 위탁기관 국토해양부 고시
- 2012년 4월 3일: 제9차 해외협력위원회 개최
- 2012년 4월 5일: 전환교통 보조금 사업 관련 업계 간담회 개최
- 2012년 5월 23일: 한국철도협회-해외건설협회 MOU 협약식 개최
- 2012년 6월 1일: 국토교통부 철도전환교통보조금 사업 운영
- 2012년 6월 5일: 제4차 해외철도 사업설명회 개최
- 2012년 6월 28일: 경기도 철도와 교통복지 정책 세미나 2차 개최
- 2012년 7월 6일: 제10차 해외협력위원회 개최
- 2012년 7월 17일: 철도안전법 개정(안) 설명회 2차 개최
- 2012년 9월 17일: 2012년 독일 이노트랜스 시찰단 참가
- 2012년 9월 18일: 제113주년 철도의 날 기념식 개최
- 2012년 10월 15일: 철도기술 수요조사 기술전문가 토론회 개최
- 2012년 10월 22일: 제11차 해외협력위원회 개최
- 2012년 10월 23일: 전환교통보조금 협약물량 변경 협약체결 설명회 개최
- 2012년 11월 27일: 제5차 해외철도 사업설명회 개최
- 2012년 12월 20일: 산업정책위원회 간담회 개최
- 2012년 12월 21일: 기술위원회 간담회 개최
- 2012년 12월 28일: 제12차 해외협력위원회 개최
- 2013년 1월 15일: 2013년 철도인 신년교례회 개최
- 2013년 1월 18일: 국철도안전법 개정에 따른 제도개편 설명회 개최
- 2013년 1월 22일: 국민행복 민생복지를 위한 광역급행철도 정책세미나 개최
- 2013년 2월 12일: 2013년 1차 정기이사회 개최
- 2013년 2월 21일: 제4차 정기총회 개최
- 2013년 3월 14일: 개정 철도안전법의 주요사항과 보완방안 토론회 개최
- 2013년 3월 21일: 제6기 철도산업 최고경영자 과정 운영
- 2013년 6월 12일: 제6회 부산 국제철도 및 물류산업전 참가
- 2013년 6월 25일: 2013년 2차 정기이사회 개최
- 2013년 8월 16일: 철도특성화대학원 지원사업 업무협약 체결
- 2013년 8월 19일: 2013년 3차 정기이사회 개최
- 2013년 9월 16일: 제114주년 철도의 날 기념식 개최
- 2013년 9월 17일: 철도소음저감방안관련 전문가 자문회의 개최
- 2013년 9월 26일: 제7기 철도산업 최고경영자 과정 운영
- 2013년 9월 27일: 회원사 상생협력을 위한 협회장과의 간담회 개최
- 2013년 10월 11일: 2013년 4차 정기이사회 개최
- 2013년 10월 21일: 임시총회 개최
- 2013년 10월 23일: 인도네시아 철도인사 초청 제6차 해외철도사업설명회 개최
- 2013년 11월 5일: 2013년 5차 정기이사회 개최
- 2013년 11월 8일: 제3대 상임부회장 강팔문 취임
- 2013년 12월 6일: 2014년도 국토교통기술사업화 지원사업 설명회 개최
- 2013년 12월 20일: 철도엔지니어링 해외진출 촉진방안 세미나 개최(한국철도기술연구원 공동)
- 2014년 1월 24일: 2014년 철도인 신년교례회 개최
- 2014년 2월 17일: 2014년 1차 정기 이사회
- 2014년 2월 18일: 산업 정책 및 기술위원회 연석회의 개최
- 2014년 2월 26일: 제5차 정기총회 개최
- 2014년 3월 4일: 주한러시아 대사관 러시아 철도개발 계획 세미나 개최 지원
- 2014년 3월 20일: 제8기 철도산업 최고경영자 과정 운영
- 2014년 3월 28일: 제3대 회장 최연혜(한국철도공사 사장) 취임
- 2014년 3월 29일: 제1기 국제철도전문가 과정 교육 실시
- 2014년 4월 11일: 제17차 해외협력위원 회의 개최
- 2014년 4월 15일: 협회지 철도사랑 제15호 발간
- 2014년 4월 25일: 한국철도시설공단 이사장 및 회원(사) 조찬 간담회 개최
- 2014년 4월 28일: 남북철도 법제통합 방안 연구 용역 수행
- 2014년 5월 18일: 제1회-한중아 철도협력 세미나 개최(한국철도기술연구원 공동) 및 방한단 수행
- 2014년 7월 9일: 서울과학기술대학교 MOU 체결
- 2014년 7월 16일: 2014 철도소재부품기업 동향 및 수요기술 조사 연구용역 수행
- 2014년 7월 18일: 제18차 해외협력위원회 개최
- 2014년 8월 30일: 협회지 철도사랑 제16호 발간
- 2014년 9월 14일: ADB 및 동남아 철도 프로젝트 수주사절단 파견
- 2014년 9월 18일: 제115주년 철도의 날 기념식 개최
- 2014년 9월 21일: 태국 SRT(철도청) 산하 트레이닝센터 방한 수행 (1차)
- 2014년 9월 22일: 2014 이노트랜스(InnoTrans) 시찰단 파견
- 2014년 9월 28일: 태국 SRT(철도청) 산하 트레이닝센터 방한 수행 (2차)
- 2014년 10월 2일: SELRT 시범사업 지정방안 및 사업화 확산전략 연구용역 수행, 제1차 남북 및 유라시아 철도 실무협의회
- 2014년 10월 17일: 제2차 남북 및 유라시아 철도 실무협의회
- 2014년 11월 7일: 제19차 해외협력위원 회의 개최
- 2014년 12월 5일: 제3차 남북 및 유라시아 철도 실무협의회
- 2014년 12월 16일: 말레이시아 인사초청 한-말 고속철도 협력 세미나 개최(한국철도협회, 한국철도기술연구원 공동주관)
- 2015년 1월 20일: 2015년 철도인 신년교례회 개최
- 2015년 1월 30일: 제20차 해외협력위원 회의 개최
- 2015년 2월 27일: 제6회 정기총회 개최
- 2015년 3월 31일: 제21차 해외협력위원 회의 개최
- 2015년 5월 11일: 말레이시아-싱가폴 고속철도사업 수주지원단 파견
- 2015년 5월 19일: UN글로벌콤팩트 준법윤리경영 협력포럼 참여
- 2015년 5월 27일: OSJD 서울 사장단 회의 및 제10차 국제철도물류회의 후원
- 2015년 5월 29일: 제2기 국제철도전문가 과정 교육 실시
- 2015년 6월 4일: 협회지 철도사랑 제17호 발간
- 2015년 6월 10일: 제7회 부산국제철도 및 물류산업전 공동 주관
- 2015년 6월 12일: 철도 보안 안전 심포지지엄 개최
- 2015년 7월 17일: 제22차 해외협력위원회 회의 개최
- 2015년 8월 7일: 아프리카 3국(르완다, 부룬디, 탄자니아) 연결 철도 프로젝트 및 EOI 설명회 공동주관
- 2015년 8월 28일: 철도분야 해외 인적 네트워크 구축 및 교류 협력방안 논의를 위한 간담회 개최
- 2015년 9월 18일: 제116주년 철도의 날 기념식 개최
- 2015년 10월 7일: 해외발주 철도사업 국별 분석 및 철도산업 경쟁력조사 용역 수행
- 2015년 10월 23일: 철도핵심인력양성사업 성과발표회 개최
- 2015년 12월 1일: 제10차 한-중 철도협력회의 개최 개최
- 2015년 12월 4일: 협회지 철도사랑 제18호 발간
- 2015년 12월 29일: 제23차 해외협력위원회 회의 개최
- 2016년 1월 11일: 2016년 철도인 신년교례회 개최
- 2016년 2월 26일: 제7회 정기총회 개최
- 2016년 4월 1일: 국토교통부 회장 겸직허가
- 2016년 4월 11일: 제4대 회장 강영일(한국철도시설공단 이사장) 취임
- 2016년 4월 15일: 제24차 해외협력위원회 회의 개최
- 2016년 5월 19일: 철도 특성화대학원 합동워크숍 개최
- 2016년 5월 25일: 한국철도시설공단 해외철도사업 컨소시엄 선정업무 한국철도협회 위탁
- 2016년 5월 25일: 한국철도협회-태국철도공학협회 양해각서(MOU) 체결, 한국-태국 철도협회 1차 비즈니스 세미나 개최
- 2016년 6월 13일: 제25차 해외협력위원회 위원 간담회 개최
- 2016년 6월 14일: 제2회 철도인력양성 운영위원회 개최
- 2016년 6월 22일: 인도네시아 자카르타 LRT 1단계 건설사업 참여사 선정
- 2016년 6월 24일: IRP과정 국내산업시찰 및 워크숍 시행
- 2016년 7월 12일: 태국철도사업 민-관 협력 실무자 간담회 개최
- 2016년 9월 8일: 제117주년 철도의 날 기념식 개최
- 2016년 9월 19일: 2016 이노트랜스(InnoTrans) 시찰단 파견, 제4대 상임부회장 임성안 취임
- 2016년 9월 20일: 독일철도기술자협회와 MOU체결
- 2016년 10월 20일: 철도 특성화대학원 성과발표회 개최
- 2016년 11월 15일: 제26차 해외협력위원회 회의 개최
- 2016년 11월 16일: 철도 특성화대학 성과발표회 개최, 철도사업관리 실무과정
- 2016년 11월 28일: 태국 철도사업 수주지원 및 정보활동
- 2016년 12월 9일: 철도사랑 20호 발간
- 2016년 12월 13일: 태국 철도사업 수주지원을 위한 정책건의 활동
- 2017년 1월 12일: 2017년 철도인 신년교례회 개최
- 2017년 2월 27일: 제8회 정기총회 개최
- 2017년 3월 9일: 제3회 태국철도산업 심포지엄 및 전시회(RISE 2017) 참가
- 2017년 3월 15일: 베트남 철도사업 수주 지원단 참가
- 2017년 4월 20일: 철도인력양성사업 운영위원회 및 연차평가 시행
- 2017년 5월 19일: 철도특성화대학원 성과발표회 시행
- 2017년 5월 31일: 철도사랑 21호(떠오르는 철도시장 동남아시아) 발간
- 2017년 7월 4일: Tram 4기 교육 시행
- 2017년 7월 10일: 협회 창립총회 개최
- 2017년 7월 18일: 협회“법정단체” 전환
- 2017년 7월 30일: 미얀마 및 태국 철도사업 시장개척 및 정보수집 활동
- 2017년 9월 18일: 제118주년 철도의 날 기념식 개최
- 2017년 10월 18일: 인도네시아 철도사업 시장개척 및 정보수집 활동
- 2017년 10월 31일: 철도사랑 22호(대륙의 꿈, 남북철도) 발간
- 2017년 12월 16일: 국제철도전문가과정(IRP) Level Ⅰ, Ⅱ, Ⅲ 수료식
- 2018년 1월 18일: 2018년 철도인 신년교례회 개최
- 2018년 2월 21일: 제 30차 해외협력위원회 개최
- 2018년 2월 27일: 제 9회 정기총회 개최
- 2018년 3월 19일: 제 5대 회장 김상균(한국철도시설공단 이사장) 취임
- 2018년 4월 17일: 기업 CEO 및 경영진 Insight Forum 2018 개최
- 2018년 4월 30일: 新한국철도사 편찬기념 세미나 개최
- 2018년 5월 31일: 정기간행물 철도사랑 23호 발간
- 2018년 6월 28일: 2018 철도의 날 기념식 개최
- 2018년 7월 24일: 제 31차 해외협력위원회 개최
- 2018년 9월 5일: 제 12차 한국-중국 철도협력회의 개최
- 2018년 9월 17일: 2018 독일 InnoTrans 참가
- 2018년 10월 1일: 제 5대 변종현 상임부회장 취임
- 2018년 10월 4일: 한국철도시설공단-한국철도협회 해외철도 수주지원 업무 위·수탁 협약 체결
- 2018년 10월 16일: 제 32차 해외협력위원회 개최
- 2018년 10월 26일: 2018년도 글로벌 철도연수과정 환영식 개최
- 2018년 10월 31일: 정기간행물 철도사랑 24호 발간
- 2018년 11월 7일: 글로벌 철도연수과정 회의 개최
- 2018년 11월 22일: 철도산업 해외진출 공공협의체 관련 실무자 회의 개최, 철도 기술 및 안전 교육 개최
- 2019년 1월 16일: 2019년 철도인 신년교례회 개최
- 2019년 1월 18일: 인도네시아 철도사업 설명회 개최
- 2019년 1월 23일: 제 33차 해외협력위원회 개최
- 2019년 2월 15일: 2019년 철도용품 국제인증 취득지원 사업설명회 개최
- 2019년 2월 22일: 철도무선통합망(LTE-R) 교육 개최
- 2019년 2월 28일: 제 10회 정기총회 개최
- 2019년 3월 8일: 한·아세안 철도협력 국제세미나 개최
- 2019년 3월 22일: 철도시설의 정기점검 및 성능평가 대비 실무자과정 교육 개최
- 2019년 4월 24일: RAMS 기본 과정 교육 개최
- 2019년 5월 16일: 철도차량산업 현황 및 철도차량부품 실무 교육 개최(아산지역)
- 2019년 5월 24일: 新한국철도사 편찬 기념 세미나 : “한국철도 120년 회고와 전망”
- 2019년 5월 31일: 정기간행물 철도사랑 25호 발간
- 2019년 6월 12일: 2019 부산국제철도기술산업전 참관, 철도용품 국제인증 역량강화 세미나 개최
- 2019년 6월 13일: 新한국철도사 편찬 기념 공청회 개최
- 2019년 6월 14일: 2019 부산국제철도기술산업전 채용설명회
- 2019년 6월 20일: 철도차량산업의 현황 및 철도차량부품 실무 교육 개최(군산지역)
- 2019년 6월 28일: 2019 철도의 날 기념식 개최
- 2019년 7월 11일: 철도차량산업 진출 및 품질향상 교육 개최(울산지역)
- 2019년 7월 17일: 제 34차 해외협력위원회 개최
- 2019년 7월 30일: 글로벌 철도연수과정 2019년 1차 네트워크 간담회 개최
- 2019년 8월 21일: 2019년도 글로벌 철도연수과정 수료식(서울과학기술대학교)
- 2019년 8월 30일: 2019 철도무선통합망(LTE-R) 교육 개최
- 2019년 9월 5일: 2019년 철도용품 국제인증 취득지원 사업 2차 사업설명회 개최
- 2019년 9월 6일: 新한국철도사 편찬사업 제 3차 편찬위원회 개최
- 2019년 9월 16일: 2019년도 글로벌 철도연수과정 오리엔테이션 개최(서울과학기술대학교)
- 2019년 9월 27일: 철도차량 핵심부품 시험인증 기반구축사업 기업 맞춤형 방문교육((주)코위버)
- 2019년 9월 30일: 新한국철도사 서적 발간
- 2019년 10월 4일: 글로벌 철도연수과정 연수생 환영식 개최
- 2019년 10월 17일: 철도산업 해외진출 협의체 협약식 개최
- 2019년 10월 31일: 정기간행물 철도사랑 26호 발간
- 2019년 11월 20일: 5기 해외철도 프로젝트 실무과정 교육 개최
- 2019년 11월 28일: 2019년 글로벌 철도연수과정 2차 네트워크 간담회 개최
- 2019년 11월 29일: 2020년 철도핵심인력양성 사업계획 수립 1차 실무회의 개최
- 2019년 12월 24일: 2020년 철도핵심인력양성 사업계획 수립 2차 실무회의 개최
- 2019년 12월 31일: 국토교통부-한국철도협회 철도핵심인력양성사업 업무 협약기간 갱신
- 2020년 1월 10일: 2020년 철도핵심인력양성 사업계획 수립 3차 실무회의 개최
- 2020년 1월 16일: 2020년 철도인 신년교례회 개최
- 2020년 2월 6일: 철도부품 중견/중소기업 지원 합동 설명회, 2020년 철도 핵심리더 양성과정 교육 개최
- 2020년 2월 18일: 2020년 철도핵심인력양성사업계획 국토교통부 승인, 제35차 해외협력위원회 개최
- 2020년 2월 18-27일: 한국철도협회 2020년 정기총회(서면결의)
- 2020년 2월 26일: 철도용품 국제인증 취득지원 사업 위·수탁 협약체결
- 2020년 3월 12일: 2021년 IRSC 개최를 위한 상호협약서 체결
- 2020년 3월 17일: 철도용품 국제인증 취득지원사업계획서 및 운영지침 승인
- 2020년 3월 19일: 한국철도협회 김상균 회장 1년 연임
- 2020년 4월 17일: 철도용품 국제인증 취득지원 사업 1차 선정위원회
- 2020년 4월 29일: 철도용품 국제인증 취득지원 사업 1차 선정기업 혁약 체결
- 2020년 5월 8일: 철도장학금 지원사업 면접심사위원회 개최
- 2020년 5월 22일: 철도장학금 지원사업 최종 합격자 선발
- 2020년 5월 31일: 정기간행물 철도사랑 27호 발간
- 2020년 6월 26일: 2020년 철도의 날 기념식 개최
- 2020년 6월 30일: 철도용품 국제인증 취득지원 사업 2020년 사업설명회 개최
- 2020년 7월 16일: 2020년 철도의 날 기념식 사랑의 쌀 기부 행사
- 2020년 7월 22일: 조선교통사 제4권 및 부록 발간
- 2020년 7월 23일: 2020년 글로벌 철도연수과정 연수생(3기) 선발 서류심사위원회 개최
- 2020년 8월 1일: 2020년 글로벌 철도연수과정 3기 연수생 최종 합격자 선발
- 2020년 8월 4일: 2020년 글로벌 철도연수과정 1차 네트워크 간담회 및 수료식 개최(2기)
- 2020년 8월 11일: 철도산업 해외진출 지원을 위한 수주실적 관리방안 연구 용역 계약 체결
- 2020년 10월 30일: 2020 대한민국 안전산업박람회 및 K-방역 엑스포 참석
- 2020년 11월 12일: ‘20년 한국철도학회 추계학술대회 참관
- 2020년 11월 25일: 제6대 상임부회장 손명선 취임
- 2020년 11월 25일: 대한토목학회 MOU 체결 추진
- 2020년 12월 4일: 국토부 주관, 한국판뉴딜, 産, 學, 硏이 함께하는 철도산업발전간담회 후원
- 2020년 12월 19일: '20년 국제철도전문가(IRP) 기초과정 수료식
- 2021년 1월 21일: 철도유관협회 및 단체 신규가입 14개사
- 2021년 1월 28일: 한국교통대 주관, 철도연구 인문사회 세미나 후원
- 2021년 2월 3일: 한국철도협회 서울역(경부고속철도서울민자역사 2층) 이전
- 2021년 2월 5일: 한국철도협회 개소식
- 2021년 2월 9일: 한국철도협회 뉴스클리핑(News Clipping) 제1호 발행
- 2021년 2월 18일: 철도분야 중견·중소기업 지원사업 부처 합동 설명회(국토부, 산업부, 중기부) 개최
- 2021년 2월 19-25일: 한국철도협회 2021년 정기총회(서면결의)
- 2021년 3월 12일: 제 36차 해외협력위원회 개최
- 2021년 4월 6일: `21년 상반기 철도용품 국제인증 취득지원 사업설명회 개최
- 2021년 4월 24일: `21년 국제철도전문가(IRP) 기본과정 입학식
- 2021년 5월 21일: 『아프리카 철도시장 진출 협력 웨비나』 개최
- 2021년 5월 24일: 2021 글로벌 철도연수과정 3기 연수생 2차 네트워크 간담회 개최
- 2021년 6월 10일: 한국철도협회 『제1기 명예홍보단』 창단식 개최
- 2021년 6월 16-19일: 2021 부산국제철도기술산업전 주관
- 2021년 6월 28일: 2021년 철도의날 기념식 개최
- 2021년 7월 30일: 제1기 명예홍보단 최종보고회 개최
- 2021년 9월 15일: 철도시설의 정밀진단 및 성능평가 법정 직무교육 최초 실시
- 2021년 10월 8일: 철도용품 국제인증취득 지원사업 `21년 제2차 평가위원회 개최
- 2021년 10월 27일: 협회-한국중남미협회 업무협약(MOU) 체결
- 2021년 11월 30일: 협회 정기간행물『철도사랑 30호』발간
- 2021년 12월 1일: 한-독 철도기업 온라인 교류회 주관
- 2021년 12월 10일: 제37차 해외협력위원회 개최
- 2021년 12월 14일: 2021년 국제철도전문가(IRP) 기본과정 수료식 개최
- 2021년 12월 17일: 글로벌 철도연수과정 4기 1차 네트워크 간담회 개최
- 2021년 12월 30일: 협회-코레일 인재개발원 업무협약(MOU) 체결
- 2022년 1월 27일: 글로벌 철도연수과정 사업관리강화 간담회 개최
- 2022년 2월 3일: 협회 사무국 이전(청량리역 → 서울역)
- 2022년 4월 1일: 협회 內 인재개발센터 설립
- 2022년 4월 6일: 제9기 철도산업 최고경영자(CEO)과정 입학식 개최
- 2022년 5월 10일: 중남미 철도시장 진출지원 웨비나 개최
- 2022년 6월 22일~6월 24일: 글로벌철도연수과정 4기 연수생 최종 워크샵
- 2022년 7월 15일: 해외철도 수주지원사업 철도용품 국제인증 취득지원 세미나 개최
- 2022년 7월 21일~7월 22일: 부산-김해경전철 관련 연구용역 1차 과업 최종보고회
- 2022년 7월 22일: 『2022년 국제철도전문가(IRP) 기본과정』수료식 개최
- 2022년 7월 26일: 해외철도 수주지원사업 ‘22년 제1차 평가위원회 개최
- 2022년 8월 10일: 2022년 글로벌 철도연수과정 4기 연수생 수료식
- 2022년 8월 18일: 철도산업ㆍ정책위원회 개최
- 2022년 8월 24일: 『제9기 철도산업 최고경영자(CEO)과정』수료식 개최
- 2022년 8월 26일: 『2022년 국제철도전문가(IRP) 심화과정』입학식 개최
- 2022년 8월 30일~9월 1일: 「2022 스마트건설 EXPO」행사 참여 및 후원
- 2022년 9월 19일~9월 25일: 2022 독일 이노트랜스(InnoTrans) 박람회 시찰단 운영
- 2022년 9월 30일: 철도용품 국제인증 취득지원 역량강화교육 착수보고회 개최
- 2022년 10월 14일: 해외철도 수주지원사업 ‘22년 제3차 평가위원회 개최
- 2022년 11월 7일~11월 10일: 글로벌 철도연수과정 1~4기 연수생 초청워크샵 개최
- 2022년 12월 16일: 『2022년 국제철도전문가(IRP) 심화과정』수료식 개최
- 2022년 12월 22일: 해외철도 수주지원사업 ‘22년 제4차 평가위원회 개최
- 2023년 1월 11일: 2023년 철도인 신년인사회
- 2023년 2월 21일: 2023년 철도인 신년인사회 사랑의 쌀 기부

## 주요 사업
- 철도분야 정책, 안전 및 기술 개발의 지원
- 해외철도 진출을 위한 현지조사 및 지원
- 철도분야 국내외 교류․협력의 지원
- 철도산업 정보의 관리 및 공동활용 지원
- 철도분야 전문인력의 교육, 양성 및 관리
- 철도와 관련한 각종 행사에 관한 사항
- 철도에 관한 조사․연구 및 간행물 발간
- 국가, 지방자치단체 및 철도분야 공공기관이 위탁하는 사업
- 철도와 연계한 관광, 문화산업의 개발 및 지원 등
- 철도와 관련된 부대수익사업은 별지로 정함
- 기타 협회의 목적을 달성하기 위하여 필요한 사항

## 조직

### 총회
- 감사
- 이사회
  - 산업·정책위원회
  - 기술위원회
  - 해외협력위원회
  - 남북철도위원회

### 회장
- 제1대 회장: 조현룡 (한국철도시설공단 이사장)
- 제2대 회장: 김광재 (한국철도시설공단 이사장)
- 제3대 회장: 최연혜 (한국철도공사 사장)
- 제4대 회장: 강영일 (한국철도시설공단 이사장)
- 제5대 회장: 김상균 (국가철도공단 이사장)
- 제6대 회장: 김한영 (국가철도공단 이사장)
- 제7대 회장: 이성해 (국가철도공단 이사장)

### 상임부회장
- 제1대 상임부회장: 신동춘
- 제2대 상임부회장: 임삼진
- 제3대 상임부회장: 강팔문
- 제4대 상임부회장: 임성안
- 제5대 상임부회장: 변종현
- 제6대 상임부회장: 손명선
- 제7대 상임부회장: 김희락

### 사무국
- 운영기획실
- 정책지원실
- 수출지원센터
- 인재개발센터

## 협회 회원사('21년 기준, 총 170개사)
- 총 170개사 : 임원사 43개사, 평회원사 106개사, 특별회원/단체 21개사 등

| 구분 | 회원등급      | 회원사명                                 |
| 1    | 회장 기업     | 국가철도공단                             |
| 2    | 감사 기타     | 서울과학기술대학교 철도전문대학원        |
| 3    | 감사 기타     | 한국교통연구원                           |
| 4    | 부회장 당연   | 국토교통부                               |
| 5    | 부회장 당연   | 한국철도협회                             |
| 6    | 부회장 기업   | 한국철도공사                             |
| 7    | 부회장 기업   | 디엘이앤씨 주식회사                      |
| 8    | 부회장 기업   | 현대건설㈜                               |
| 9    | 부회장 기업   | 현대로템 주식회사                        |
| 10   | 부회장 기업   | 지에스건설㈜                             |
| 11   | 부회장 기업   | 부산교통공사                             |
| 12   | 부회장 기업   | 서울교통공사                             |
| 13   | 부회장 기업   | 공항철도 주식회사                        |
| 14   | 부회장 기업   | 주식회사 에스알                          |
| 15   | 부회장 기업   | 대구도시철도공사                         |
| 16   | 부회장 기업   | 인천교통공사                             |
| 17   | 부회장 기타   | 한국철도기술연구원                       |
| 18   | 부회장 기타   | 한국교통대학교                           |
| 19   | 부회장 기타   | 한국교통안전공단                         |
| 20   | 이사 기업     | ㈜대우건설                               |
| 21   | 이사 기업     | 삼성물산 주식회사                        |
| 22   | 이사 기업     | 남광토건 주식회사                        |
| 23   | 이사 기업     | 두산건설 주식회사                        |
| 24   | 이사 기업     | ㈜삼안                                   |
| 25   | 이사 기업     | 삼표레일웨이㈜                           |
| 26   | 이사 기업     | ㈜우진산전                               |
| 27   | 이사 기업     | ㈜유신                                   |
| 28   | 이사 기업     | 주식회사 케이알티씨                      |
| 29   | 이사 기업     | 코오롱글로벌㈜                           |
| 30   | 이사 기업     | ㈜포스코건설                             |
| 31   | 이사 기업     | ㈜한진중공업                             |
| 32   | 이사 기업     | 에이치디씨현대산업개발                   |
| 33   | 이사 기업     | 에스케이에코플랜트㈜                     |
| 34   | 이사 기업     | 롯데건설㈜                               |
| 35   | 이사 기업     | 엘에스일렉트릭㈜                         |
| 36   | 이사 기업     | ㈜케이씨씨건설                           |
| 37   | 이사 기업     | 동부건설㈜                               |
| 38   | 이사 기업     | 엘에스전선㈜                             |
| 39   | 이사 기타     | 사단법인 한국전기철도기술협회            |
| 40   | 이사 기타     | 우송대학교                               |
| 41   | 이사 기타     | 사단법인 한국철도신호기술협회            |
| 42   | 이사 기타     | 사단법인 한국철도운전기술협회            |
| 43   | 이사 기타     | 사단법인 한국철도차량엔지니어링          |
| 44   | 평회원 기업   | 네오트랜스주식회사                       |
| 45   | 평회원 기업   | ㈜동명기술공단종합건축사사무소           |
| 46   | 평회원 기업   | ㈜건화                                   |
| 47   | 평회원 기업   | 계룡건설산업㈜                           |
| 48   | 평회원 기업   | 디엘건설 주식회사                        |
| 49   | 평회원 기업   | 극동건설㈜                               |
| 50   | 평회원 기업   | 대아티아이 주식회사                      |
| 51   | 평회원 기업   | ㈜도화엔지니어링                         |
| 52   | 평회원 기업   | 대원토질㈜                               |
| 53   | 평회원 기업   | 동산엔지니어링㈜                         |
| 54   | 평회원 기업   | ㈜동원전력개발                           |
| 55   | 평회원 기업   | ㈜동일기술공사                           |
| 56   | 평회원 기업   | ㈜디투엔지니어링                         |
| 57   | 평회원 기업   | 문엔지니어링㈜                           |
| 58   | 평회원 기업   | 동부엔지니어링㈜                         |
| 59   | 평회원 기업   | ㈜백림종합건축사사무소                   |
| 60   | 평회원 기업   | 주식회사 삼보기술단                      |
| 61   | 평회원 기업   | ㈜삼원전력                               |
| 62   | 평회원 기업   | ㈜삼진일렉스                             |
| 63   | 평회원 기업   | ㈜서영엔지니어링                         |
| 64   | 평회원 기업   | 주식회사 서현기술단                      |
| 65   | 평회원 기업   | ㈜선구엔지니어링                         |
| 66   | 평회원 기업   | ㈜선진엔지니어링종합건축사사무소         |
| 67   | 평회원 기업   | 세종기술㈜                               |
| 68   | 평회원 기업   | ㈜수성엔지니어링                         |
| 69   | 평회원 기업   | ㈜신성엔지니어링                         |
| 70   | 평회원 기업   | 신우이엔지주식회사                       |
| 71   | 평회원 기업   | 쌍용건설㈜                               |
| 72   | 평회원 기업   | ㈜유일엔지니어링종합건축사사무소         |
| 73   | 평회원 기업   | 이화공영㈜                               |
| 74   | 평회원 기업   | ㈜종합건축사사무소근정                   |
| 75   | 평회원 기업   | ㈜충전공영개발                           |
| 76   | 평회원 기업   | 주식회사 서우건설산업                    |
| 77   | 평회원 기업   | ㈜태조엔지니어링                         |
| 78   | 평회원 기업   | ㈜특수건설                               |
| 79   | 평회원 기업   | 금호건설㈜                               |
| 80   | 평회원 기업   | ㈜한국이알이시                           |
| 81   | 평회원 기업   | ㈜혜원까치종합건축사사무소               |
| 82   | 평회원 기업   | 이경산전㈜                               |
| 83   | 평회원 기업   | ㈜동양목재                               |
| 84   | 평회원 기업   | 주식회사 리트코                          |
| 85   | 평회원 기업   | ㈜비츠로시스                             |
| 86   | 평회원 기업   | ㈜세화                                   |
| 87   | 평회원 기업   | 승아전기주식회사                         |
| 88   | 평회원 기업   | ㈜평화엔지니어링                         |
| 89   | 평회원 기업   | 현대엔지니어링㈜                         |
| 90   | 평회원 기업   | 롯데정보통신㈜                           |
| 91   | 평회원 기업   | ㈜엘더스티앤엘                           |
| 92   | 평회원 기업   | ㈜에이알텍                               |
| 93   | 평회원 기업   | ㈜한화건설                               |
| 94   | 평회원 기업   | ㈜한라                                   |
| 95   | 평회원 기업   | 벽산파워 주식회사                        |
| 96   | 평회원 기업   | 서광에너지㈜                             |
| 97   | 평회원 기업   | 현대중공업 주식회사                      |
| 98   | 평회원 기업   | ㈜엘지씨엔에스                           |
| 99   | 평회원 기업   | ㈜금강전력                               |
| 100  | 평회원 기업   | ㈜바이브록                               |
| 101  | 평회원 기업   | ㈜미동이엔씨                             |
| 102  | 평회원 기업   | 소사벌종합건설㈜                         |
| 103  | 평회원 기업   | ㈜신우디엔시                             |
| 104  | 평회원 기업   | 주식회사 천일                            |
| 105  | 평회원 기업   | 코레일테크㈜                             |
| 106  | 평회원 기업   | 코레일로지스 주식회사                    |
| 107  | 평회원 기업   | 코레일유통㈜                             |
| 108  | 평회원 기업   | 코레일관광개발㈜                         |
| 109  | 평회원 기업   | 프로종합관리㈜                           |
| 110  | 평회원 기업   | 코레일네트웍스㈜                         |
| 111  | 평회원 기업   | 인텍전기전자㈜                           |
| 112  | 평회원 기업   | ㈜태영건설                               |
| 113  | 평회원 기업   | 세종철도 주식회사                        |
| 114  | 평회원 기업   | ㈜이산                                   |
| 115  | 평회원 기업   | ㈜우리기술                               |
| 116  | 평회원 기업   | ㈜한국종합기술                           |
| 117  | 평회원 기업   | 한국대성자산운용 주식회사                |
| 118  | 평회원 기업   | 샬롬엔지니어링㈜                         |
| 119  | 평회원 기업   | ㈜유아컨설턴트종합건축사사무소           |
| 120  | 평회원 기업   | 덕산㈜                                   |
| 121  | 평회원 기업   | 주식회사 네오시티                        |
| 122  | 평회원 기업   | 거성일렉콤㈜                             |
| 123  | 평회원 기업   | 주식회사 케이티                          |
| 124  | 평회원 기업   | 합자회사 태성산업사                      |
| 125  | 평회원 기업   | 티유브이 슈드 코리아㈜                   |
| 126  | 평회원 기업   | 유진기공산업㈜                           |
| 127  | 평회원 기업   | 유경제어㈜                               |
| 128  | 평회원 기업   | 브이디이글로벌서비스코리아㈜             |
| 129  | 평회원 기업   | 산일전기㈜                               |
| 130  | 평회원 기업   | 주식회사 씨에스아이엔테크                |
| 131  | 평회원 기업   | ㈜삼영기업                               |
| 132  | 평회원 기업   | ㈜다원시스                               |
| 133  | 평회원 기업   | 극동정공㈜                               |
| 134  | 평회원 기업   | 현이앤씨                                 |
| 135  | 평회원 기업   | ㈜미래로                                 |
| 136  | 평회원 기업   | 주식회사 의왕아이시디                    |
| 137  | 평회원 기업   | ㈜한국카본                               |
| 138  | 평회원 기업   | 인터콘시스템스㈜                         |
| 139  | 평회원 기업   | ㈜혁신전공사                             |
| 140  | 평회원 기업   | 티유브이 라인란드 코리아㈜               |
| 141  | 평회원 기업   | ㈜에스제이스틸                           |
| 142  | 평회원 기업   | ㈜에스에이치에이치                       |
| 143  | 평회원 기업   | 금호아이티주식회사                       |
| 144  | 평회원 기업   | 금천씨스템 주식회사                      |
| 145  | 평회원 기타   | 사단법인 한국철도차량산업협회            |
| 146  | 평회원 기타   | 한국과학기술원                           |
| 147  | 평회원 기타   | 동양대학교                               |
| 148  | 평회원 기타   | 해외건설협회                             |
| 149  | 평회원 기타   | 배재대학교                               |
| 150  | 특별회원/단체 | 서울특별시 도시기반시설본부 도시철도국장 |
| 151  | 특별회원/단체 | 대한전문건설협회 철도·궤도공사업협의회   |
| 152  | 특별회원/단체 | 사단법인 한국도시철도협회                |
| 153  | 특별회원/단체 | 사단법인 한국철도건설협회                |
| 154  | 특별회원/단체 | 사단법인 한국철도건축기술협회            |
| 155  | 특별회원/단체 | 사단법인 한국철도시설협회                |
| 156  | 특별회원/단체 | 사단법인 한국철도정보통신기술협회        |
| 157  | 특별회원/단체 | 사단법인 희망래일                        |
| 158  | 특별회원/단체 | 사단법인 한국철도민자역사협회            |
| 159  | 특별회원/단체 | 재단법인 한국철도문화재단                |
| 160  | 특별회원/단체 | 사단법인 철도참전유공자회                |
| 161  | 특별회원/단체 | 사단법인 전국철도노우회                  |
| 162  | 특별회원/단체 | 사단법인 한국철도운수협회                |
| 163  | 특별회원/단체 | 사단법인 한국철도물류협회                |
| 164  | 특별회원/단체 | 사단법인 국가유공자 전국철도공상회       |
| 165  | 특별회원/단체 | 사단법인 한국철도안전협회                |
| 166  | 특별회원/단체 | 사단법인 한국철도학회                    |
| 167  | 특별회원/단체 | 사단법인 철도순직유족회                  |
| 168  | 특별회원/단체 | 사단법인 국가철도공단동우회              |
| 169  | 특별회원/단체 | 재단법인 홍익회                          |
| 170  | 특별회원/단체 | 사단법인 철우회                          |

- 개인회원: 31명

## 주요 업무

### 운영기획실
- 사업계획 수립 및 예산편성, 심사분석에 관한 사항
- 조직/인사, 총회/이사회, 경리/회계/출납, 청사관리에 관한 사항
- 문서수발 통제보관/편철, 등기/법적수속에 관한 사항
- 물품 수급통제/재산관리, 급여/연금/보험 등 후생복지에 관한 사항
- 국회, 국토부 및 철도유관기관(철도공사, 철도공단 등)과 협력에 관한 사항
- 정부위탁사업 및 철도핵심인력양성사업에 관한 사항
- 산․학․연 등 협력 및 전산정보 통신망 구축에 관한 사항
- 협회관련 각종 연구용역 수행 등
- 각종 계약, 제도, 법령 및 제규정에 관한 사항
- 산업정책위원회 운영에 관한 사항

### 정책지원실
- 국내 각종 철도행사(신년교례회, 철도의날 등)에 관한 사항
- 회비 및 회원관리(협력, 회원사 유치, 건의사항 처리)에 관한 사항
- 회원 권익증진을 위한 타 협회와의 협력 및 각종 사업/세미나에 관한 사항
- 각종 통계자료 수집 및 관리에 관한 사항
- 회원의 사업능력향상과 상생 협력을 위한 용역과제 수행에 관한 사항
- 각종 교육계획 수립, 운영 및 기타 교육훈련에 관한 사항
- 과정 및 국가인적자원 개발 컨소시엄 사업에 관한 사항
- 뉴스레터 제작·발송, 협회지 발간에 관한 사항
- 협회 관련 각종 학술연구업무에 관한 사항
- 남북철도위원회, 기술위원회 운영에 관한 사항

### 수출지원센터
- 해외시장 발굴, 조사 및 수주지원단 구성에 관한 사항
- 해외수출 및 철도용품 국제인증 취득지원사업 위탁관리에 관한 사항
- 선진 제도 및 해외정보의 수집관리에 관한 사항
- 국내외 각종 철도 관련 박람회 및 세미나에 관한 사항
- 철도용품 국제인증사업 역량강화 교육 관리 및 DB구축 관리에 관한 사항
- 해외협력위원회 운영에 관한 사항

### 인재개발센터
- 각종 교육계획 수립 및 운영에 관한 사항
- 법정직무교육 및 맞춤형전문교육과정 사업에 관한 사항
- 교육사업 관련 홍보활동 업무
- 교육품질 개선을 위한 연구 및 교육프로그램 개발
- 교육 활성화를 위한 자문위원회 위원 위촉 및 운영
- 교육 관련 정보수집 및 관리 등에 관한 사항
- 교육비 및 강사료 책정, 교육 예산 수립
- 강사선정, 강사 및 교육생 인력풀 관리
- 인력양성 관련 각종 학술연구 업무에 관한 사항
- 민간자격증 발급에 관한 사항